# 吉列尔莫·加莱奥特
吉列尔莫·加莱奥特·西门尼斯（西班牙語：Guillermo Galeote Jiménez，1941年5月6日—2021年1月28日），西班牙政治人物，曾任众议院议员。

## 生平
1941年出生于西班牙北部吉普斯夸省圣塞瓦斯蒂安，两岁时与家人搬到西班牙南部的塞维利亚，后从事内科医师职业。1960年加入塞维利亚社会主义青年团，1961年成为团省委委员。1962年加入西班牙工人社会党。1968年至1972年期间，他是工人社会党全国委员会塞维利亚省代表团成员。1972年8月在图卢兹举行的工人社会党第十二次代表大会上当选为执行委员会委员。曾任西班牙工人社会党政治宣传部长（1976年－1979年），新闻与宣传部长（1979年－1981年），影像部长（1981年－1984年），通讯部长（1984年－1988年），行政与财政部长（1988年－1991年）。1977年至1993年，担任科尔多瓦选区众议院议员。
2021年1月28日因2019冠状病毒病在马德里逝世。